# 奧肯登 (加利福尼亞州)
奧肯登（英語：Ockenden）是位於美國加利福尼亞州弗雷斯諾縣的一個非建制地區。該地的面積和人口皆未知。

## 地理
奧肯登的座標為37°05′20″N 119°19′03″W / 37.08889°N 119.31750°W，而該地的平均海拔高度為1797米（即5568英尺）。